# Бомбовая пушка

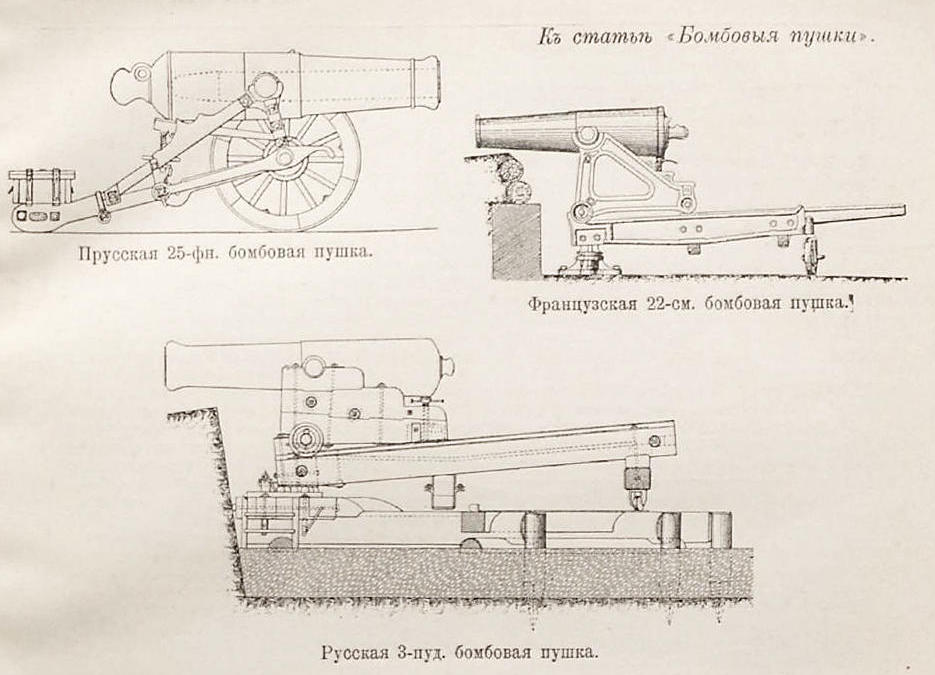
Бомбовые пушки
(Рисунок из статьи «Бомбовые пушки» в «ВЭС»).

Бомбовая пушка — гладкоствольное орудие, принадлежавшее к типу длинных гаубиц. В России бомбовые пушки впервые появились в XVIII веке и были наиболее употребительными для приморских крепостей; они назывались 2-пудовыми или 2-картаунными (96 фунтовый) единорогами. В начале XIX века в Великобритании и Франции бомбовые пушки употреблялись на судах, достигая 5-пудового (333-мм) калибра. В России же их, а именно 3-пудовые (273-мм), ставили и на вооружение сухопутных крепостей, так как они имели значительную для своего времени дальность стрельбы (до 4000 м), а их снаряды, имея обуславливавший существенное фугасное действие большой разрывной заряд (8 фунтов — 3,6 кг), были весьма эффективны против земляных укреплений. К концу XIX века бомбовые пушки полностью вышли из употребления.